# Hafenreut
Das Kirchdorf Hafenreut ist ein Gemeindeteil des Marktes Kaisheim im Landkreis Donau-Ries (Regierungsbezirk Schwaben, Bayern).

## Geschichte
Hafenreut zählt zu den Grenzorten des alemannischen Dialektraums zum Bairischen hin.
Hafenreut war eine selbstständige Gemeinde im Landkreis Donauwörth und wurde am 1. Juli 1971 im Zuge der Gebietsreform in Bayern in den Markt Kaisheim eingemeindet und am 1. Juli 1972 mit Kaisheim zusammen dem Landkreis Donau-Ries, der bis 30. April 1973 den Namen Landkreis Nördlingen-Donauwörth trug, zugeschlagen.
Die katholische Filialkirche Sankt Georg gehört zur Pfarrei Mariä Himmelfahrt in Kaisheim.

## Baudenkmäler
Siehe: Liste der Baudenkmäler in Hafenreut

## Persönlichkeiten
- Franz Josef Huber (1894–1955), deutscher Politiker (SPD) und bayerischer Landtagsabgeordneter